# جمهوری کومانگچا
جمهوری کومانگچا،(به انگلیسی : Komancza Republic)همچنین به‌عنوان جمهوری لمکو شرقی، جمهوری ویسلیک، و جمهوری لمکو شناخته می‌شود، یک ایالت کوچک کوتاه‌مدت بود، کشوری متشکل از سی و سه روستای لمکو، مستقر در کومانگچا در  در شرق منطقه لمکو، که بین ۴ نوامبر ۱۹۱۸ و ۲۴ ژانویه ۱۹۱۹ وجود داشت. 